# M. Jodi Rell
Mary Jodi Rell (født 16. juni 1946, død 20. november 2024) var en amerikansk politiker for det republikanske parti. Hun var guvernør i delstaten Connecticut, et embede hun havde i perioden 2004 – 2011. Hun rykkede op fra posten som viceguvernør efter at den forhenværende guvernør måtte gå af på grund af økonomiske misligheder. Rell blev i 2006 genvalgt med stort flertal. I 2011 blev hun afløst af demokraten Dan Malloy.